# 59 (tal)
59 (nioghalvtreds, på checks også femtini) er det naturlige tal som kommer efter 58 og efterfølges af 60.

## Inden for matematik
- 59 er det 17. primtal,[1] og tvilling med 61.

## Inden for videnskab
- 59 Elpis, asteroide
- M59, elliptisk galakse i Jomfruen, Messiers katalog

## Eksterne links
- Wikimedia Commons har flere filer relateret til 59 (tal)